# 皖贛線
皖贛線（かんかんせん）は、安徽省蕪湖市から江西省鷹潭市を結ぶ中国国鉄の鉄道路線である。

## 概要
皖は安徽省、贛は江西省の簡称であり、皖贛鉄路は安徽と江西とを結ぶ路線である事を意味する。蕪湖南（元火龍崗）～貴渓間の全長は539.92kmで全線が未電化で、蕪湖～宣城間は複線、宣城～貴渓間は単線である。起点から342.5km（倒湖駅と方家塢駅の間）までは上海局の管轄でそれ以南が南昌局の管轄である。蕪湖～蕪湖南間は寧銅線と、貴渓～鷹潭間は滬昆線と共用である。(寧蕪線と併せて)南京から江西方面への近道であり、他の路線経由より400km近い。また、滬寧線、滬昆線と併せて環状路線を形成して輸送上の調整作用を行える。

## 歴史

### 着工後の沿革
1905年に蕪湖で安徽省私営鉄路公司が成立、蕪湖から景徳鎮までの鉄道建設を計画し、まず蕪湖から広徳までを着工する事になり、1911年4月に蕪湖～湾沚間の路盤や橋台が完成したが1914年3月に北京政府に計って公司は解散した。その後私営の未成路線を国有化して工事を続けようとしたが、第一次世界大戦の勃発により停止して放置された。1926年に宣城で商営蕪宣広長途汽車公司が成立し、路盤上でバス路線の営業を開始した。1934年に中華民国鉄道部が鉄道建設の為に路盤を回収してバス路線は廃止された。1932年6月17日に江南鉄路有限公司が成立して蕪湖～宣城間を建設する事となり、1933年2月に鉄道部より蕪湖～湾沚間を譲り受けた。1933年3月に工事を開始して、1934年11月25日に宣城～孫家埠間が開通した。1936年5月に京贛鉄路工程局が成立し、全線の測量・設計を開始した。南京～孫家埠間は江南鉄路公司の建設物を利用し、孫家埠～貴渓間は新規に建設した。安徽と江西の双方に分けてそれぞれ1936年9月と1937年2月に建設を開始し、1937年7月と10月に線路を敷設した。1937年11月に南京攻略戦が起こり南京と宣城が陥落し、工事は停止した。その時点では全線の路盤と橋台は完成し、両端には線路が敷設されていた。1938年夏に日本軍が中原に迫ると国民党政府は現地の軍隊に路盤や橋、トンネルを破壊し、軌道を取り除く様に命令した。蕪湖陥落後に日本軍の輸送の為に破壊された湾沚大橋に木橋を架けて宣城～孫家埠間に一年程列車が運行されたが、再度不通となった。日中戦争終了後に中国国民党は江南の鉄道を復活させ南京～蕪湖間は線路を敷設したが、蕪湖～宣城間は復活させずに国共内戦での東北部の解放区での線路敷設作戦用に枕木を外してしまった。

### 中華人民共和国成立後
中華人民共和国成立後に数度の調査を経て、1969年8月に皖贛鉄路建設指揮部を成立させた。1970年11月に全線を正式に建設開始して、1973年6月30日に火龍崗（蕪湖南）～寧国間104.2kmの基礎が完成し、7月1日に交通部は火龍崗～景徳鎮南間を鉄路四局に建設させる事に決めた。1974年2月に寧国まで線路が敷かれて、4月1日から仮開業した。寧国～景徳鎮南間は1974年下半期から全面的に工事を行ったが、1975年の第2四半期から後に建設資材である鋼材、セメント、木材の不足により工事は数年停止した。1976年10月1日景徳鎮～南昌間に旅客列車を運行した。1978年には投資が増えて資材も入って工事を再開した。1981年12月4日に祁門駅での線路敷設により全線の線路が敷かれた。1982年10月1日に全線で仮開業を開始して幹線の貨物列車の一部を受け持って運行した。1984年5月末に国家験收委員会の検査を経て、火龍崗～景徳鎮南間が上海鉄路局と南昌鉄路局による臨時運営を開始し、1985年6月1日に全線正式運営を開始した。

### 開通後
1989年にレールを1mあたり43kgから50kgのレールに交換して重軌条化し、同時に分岐器43組も交換した。1992年11月から1995年12月にかけて火龍崗～宣城間の拡張改造工事を行い、1999年には蕪湖長江大橋にも投資し、2001年9月27日に蕪湖～宣城間が複線化された。2002年時点での旅客列車の運行速度は時速100km、貨物列車は時速75kmである。安徽省内の複線電化工事が計画されている。

## 経由する主な都市と距離
主要都市以外に歴史に登場する駅も記載した。
| 省     | 駅       | 距離(km) | 注                               |
| ------ | -------- | -------- | -------------------------------- |
| 安徽省 | 蕪湖     | 0        |                                  |
| 安徽省 | 蕪湖南   | 9        | 元火龍崗駅、ここまで寧銅線と共用 |
| 安徽省 | 湾沚     | 33       |                                  |
| 安徽省 | 宣城     | 64       |                                  |
| 安徽省 | 孫家埠   | 76       |                                  |
| 安徽省 | 寧国     | 109      |                                  |
| 安徽省 | 績渓県   | 196      |                                  |
| 安徽省 | 歙県     | 224      |                                  |
| 安徽省 | 黄山     | 246      | 元屯渓駅                         |
| 安徽省 | 休寧     | 264      |                                  |
| 安徽省 | 祁門     | 312      |                                  |
| 江西省 | 景徳鎮   | 413      |                                  |
| 江西省 | 景徳鎮南 | 419      |                                  |
| 江西省 | 楽平市   | 461      | 元楽平県駅                       |
| 江西省 | 万年     | 493      |                                  |
| 江西省 | 貴渓     | 550      | ここから滬昆線と共用             |
| 江西省 | 鷹潭     | 570      |                                  |

## 接続路線
- 蕪湖駅：淮南線（中国語版）、寧銅線（中国語版）
- 宣城駅：宣杭線
- 景徳鎮駅：景徳鎮東線
- 楽平市駅：楽徳線
- 鷹潭駅：滬昆線（元浙贛線）、鷹廈線